# Péndulo caótico
El péndulo caótico es un sencillo experimento físico con el que se puede demostrar la teoría del caos debido al carácter impredecible del movimiento que realiza ya que es sensible a cualquier perturbación de sus condiciones iniciales. Consiste en un péndulo simple imantado o con un imán en su interior suspendido sobre un grupo de imanes repartidos de manera uniforme de manera que al soltar el péndulo, el movimiento de éste se vuelve aleatorio y caótico debido a las múltiples atracciones por parte de los imanes sobre los que se suspende. El carácter caótico de este movimiento causa que nunca se repita la misma serie de movimientos por parte del péndulo.
Existen otros tipos de péndulos caóticos como el doble, cuya acción es la misma e igual de imprevisible.

## Historia
En los desarrollos matemáticos de Isaac Newton en su libro Philosophiæ Naturalis Principia Mathematica vemos como quedan incompletos para explicar fenómenos mecánicos entre más de dos cuerpos, siendo científicos como Euler y Laplace quienes desarrollaron teorías para un mayor número de cuerpos.